# Zujuny
Zujuny (lit. Zujūnai) – wieś na Litwie, w okręgu wileńskim, w rejonie wileńskim, 8 km na północny zachód od Wilna. Według danych z 2011 roku wieś zamieszkiwały 1660 osoby. W 1868 wieś liczyła 11 domostw oraz 88 mieszkańców.
Południowa część wsi graniczy bezpośrednio z Wilnem. W miejscowości znajduje się miejsce produkcji instrumentów ludowych, drukarnia, szkoła średnia i biblioteka. Przy ulicy Szkolnej 1 (Mokyklos 1 g.) znajduje się polskojęzyczne gimnazjum. Uczniami szkoły jest młodzież z gminy Zujuny jak i z graniczącego z Zujunami Wilna. Dyrektorem szkoły jest Marek Pszczołowski. W roku szkolnym 2024/25 do placówki uczęszcza 191 uczniów. Funkcjonuje także grupa wczesnoszkolna.    